# District de Nickerie
Nickerie est un des dix districts du Suriname. Sa capitale est la ville de Nieuw Nickerie.

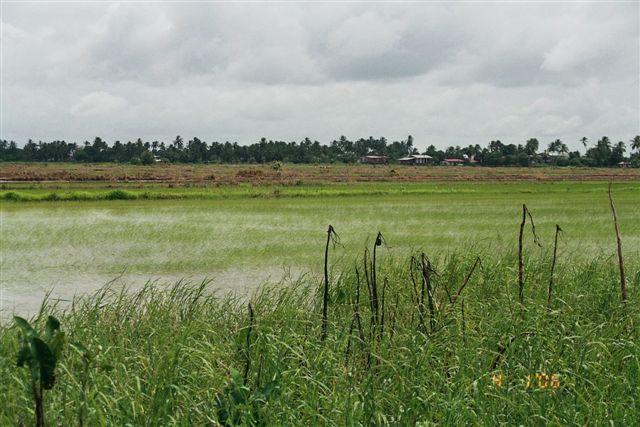
Rizières à Nickerie

## Subdivisions
Le district est divisé en cinq municipalités (en néerlandais : ressorten) :
- Groot Henar ;
- Nieuw Nickerie ;
- Oostelijke Polders ;
- Wageningen ;
- Westelijke Polders.